# Pedro Xavier Solís Cuadra
Pedro Xavier Solís Cuadra (n. Managua, 17 de septiembre de 1963) es un poeta, académico, crítico, ensayista, narrador e investigador nicaragüense y miembro de Número de la Academia Nicaragüense de la Lengua.

## Vida familiar
Pedro Xavier Solís Cuadra, nació en el seno de una familia consagrada a la escritura. Su bisabuelo, el historiador y jurisconsulto Carlos Cuadra Pasos, fue el primer director de la Academia Nicaragüense de la Lengua. Su abuelo fue el poeta  Pablo Antonio Cuadra Cardenal. Desde la biblioteca personal de su abuelo aprendió el arte de la lectura.
Se graduó como bachiller en el Colegio Centroamérica de Managua, regentado por jesuitas. Sus primeros poemas los dio a conocer en la revista Nicarahuac y en La Prensa Literaria. Sirvió como brigadista en la Cruzada Nacional de Alfabetización de 1980. Se especializó en Filosofía Occidental y Literatura Hispanoamericana (Humanidades) en la Universidad de Texas en Austin.

## Vida profesional
Fue editor de los suplementos "La Prensa Literaria" (La Prensa) y "Artes y Letras" (La Noticia), y de la revista El Pez y la Serpiente; lo mismo que de las obras completas de Pablo Antonio Cuadra (IX volúmenes) y de una Paideia Nicaragüense (VII volúmenes).
Trabajó en el Diario La Prensa (1989-1998) donde fungió como subdirector. Fue asesor presidencial en el Gobierno de Enrique Bolaños (2002-2006) y director ejecutivo de la organización de sociedad civil Hagamos Democracia (2009-2016).
En la Academia Nicaragüense de la Lengua ha sido Secretario (2011-2016), subdirector (2017-2021) y director (2021-2026) . Ocupa la silla O. Es miembro correspondiente de la Real Academia Española.
Premio Nacional de Cuento de la UNESCO 1993 y Premio Internacional de Poesía "La Puerta de los Poetas" 1994. Orden Cultural "Salvador Cardenal" 1996 de la Alcaldía de Managua y "Darío-Cervantes" 2009 del Instituto de Cultura Hispánica.
Su poesía ha sido traducida al inglés por Suzanne J. Levine: "Tides" (Mindmadebooks, CA, 2015); y por Diane Neuhauser: "Worlds Within and Apart" (APAC, 2018) y "Family Album", con ilustraciones de Melissa Warp (Adelaide, NY, 2019). Además, ha sido parcialmente traducido al italiano, árabe, hebreo, portugués y rumano.
Jorge Luis Castillo, su principal exégeta, escribió un libro monográfico: "Pedro Xavier Solís Cuadra: Itinerario poético" (ANL, Madrid, 2022).

## Valoraciones
Sergio Ramírez (Premio Cervantes 2017): “Pedro Xavier Solís Cuadra, una voz singular de la literatura nicaragüense de la última parte del siglo pasado, que sigue hablando en el presente. Un gran heredero de su gran abuelo Pablo Antonio Cuadra, que prolonga el milagro de una poesía siempre en renovación”.
Gioconda Belli (Premio Reina Sofía de Poesía Iberoamericana 2023): “La poesía de Pedro Xavier Solís Cuadra es una obra de perfecta arquitectura; un edificio de palabras donde la vida se desliza con sus esquinas y sus terrazas y desde donde el paisaje humano es revelado con la mirada certera de un observador que se sabe a la vez observado. Clara, precisa en su belleza, descorre sin apresuramientos, ni excesos, la geografía íntima de un poeta que es a la vez un amante filósofo de la naturaleza humana”.
Jorge Luis Castillo (Universidad de California en Santa Bárbara): “La poesía de Solís Cuadra es personal y universal: puede volverse sobre sí misma y explorar los múltiples conflictos existentes en los entresijos de su conciencia, o puede vincularse, en cambio, con el acervo cultural del mundo antiguo y moderno”.
Peter Thompson (Universidad Roger Williams): “Esta poesía es poderosa y nueva”.
Nicasio Urbina (Universidad de Cincinnati): “Solís Cuadra es sin duda el intelectual más sólido de su generación”.
Jorge Eduardo Arellano: "Ejemplo de escritor integral, Pedro Xavier Solís Cuadra continúa una tradición intelectual que se remonta familiarmente al siglo XVIII".

## Obras Publicadas
Historia
- Historia de Nicaragua contada por sus poetas (2023)
- Conspiraciones. Entresijos del poder en tiempos de Enrique Bolaños (2018)

Religión
- El vidente Bernardo de Cuapa (2010; 2011; 2019)

Ensayo
- Devenires (2015; 2025)

Ensayo literario
- Pablo Antonio Cuadra. Itinerario (1996; 2008)
- Vida de papel (1999)
- El Movimiento de Vanguardia de Nicaragua: análisis y antología (2002)

Poesía
- Zoo (1994). Premio Internacional de Poesía "La Puerta de los Poetas" (París, Francia)
- Fe de errores (2012)
- Mareas (2015). Mindmade Books, Los Angeles, CA. (Edición bilingüe; traducción de Suzanne Jill Levine)